# Galileo Galilei
Galileo Galilei (n. 15 februarie 1564, Pisa, Ducatul Florenței⁠(d) – d. 8 ianuarie 1642, Arcetri⁠(d), Marele Ducat de Toscana) a fost un fizician, matematician, astronom și filosof italian care a jucat un rol important în Revoluția Științifică. Printre realizările sale se numără îmbunătățirea telescoapelor și observațiile astronomice realizate astfel, precum și suportul pentru heliocentrismul copernican. Galileo a fost numit „părintele astronomiei observaționale moderne”, „părintele fizicii moderne”, „părintele științei”, și „părintele științei moderne”. Stephen Hawking a spus că „Galileo, poate mai mult decât orice altă persoană, a fost responsabil pentru nașterea științei moderne.”
Mișcarea obiectelor uniform accelerate, predată în aproape toate cursurile de fizică la nivel de liceu și început de facultate, a fost studiată de Galileo ca subiect al cinematicii. Contribuțiile sale la astronomia observațională includ confirmarea prin telescop a fazelor planetei Venus, descoperirea celor mai mari patru sateliți ai lui Jupiter (denumiți în cinstea sa, sateliți galileeni), și observarea și analiza petelor solare. Galileo a lucrat și în știința aplicată și în tehnologie, îmbunătățind tehnica de construcție a busolelor.
Susținerea de către Galileo a copernicanismului a dus la controverse în epocă, o mare majoritate a filosofilor și astronomilor încă susținând (cel puțin declarativ) viziunea geocentrică cum ca Pământul ar fi centrul universului. După 1610, când a început să susțină public heliocentrismul, a întâmpinat o puternică opoziție din partea a numeroși filozofi și clerici, doi dintre aceștia din urmă denunțându-l inchiziției romane la începutul lui 1615. A dat primele atacuri contra aristotelismului la catedra Universității din Padova. Deși la acea vreme a fost achitat de orice acuzație, Biserica catolică a condamnat heliocentrismul ca fiind „fals și contrar Scripturii” în februarie 1616, iar Galileo a fost avertizat să abandoneze susținerea sa—ceea ce a promis să facă. După ce, mai târziu, și-a apărat din nou părerile în celebra sa lucrare, Dialog despre cele două sisteme principale ale lumii, publicată în 1632, a fost judecat de Inchiziție, găsit „vehement suspect de erezie”, forțat să retracteze și și-a petrecut restul vieții în arest la domiciliu.

## Viața
Galileo s-a născut la Pisa (pe atunci parte a Ducatului Florenței), din actuala Italie, fiind primul dintre cei șase copii ai lui Vincenzo Galilei, celebru cântăreț din lăută și muzician teoretician și ai soției sale, Giulia Ammannati.
Numele complet al lui Galileo a fost Galileo di Vincenzo Bonaiuti de' Galilei. La 8 ani, familia s-a mutat la Florența, dar el a rămas doi ani în grija lui Jacopo Borghini. Apoi, educația sa a continuat la Mănăstirea Camaldolese de la Vallombrosa, la 35 km sud-est de Florența. Deși a luat în serios posibilitatea de a deveni preot, s-a înscris la Universitatea din Pisa să studieze medicina la îndemnurile tatălui său. Nu a încheiat studiile medicale, începând să studieze în schimb matematica. În 1589, a început să lucreze la catedra de matematică de la Pisa. Tatăl său a murit în 1591 și Galileo l-a luat în grijă pe fratele său mai mic Michelagnolo. În 1592, s-a mutat la Universitatea din Padova, unde a predat geometrie, mecanică și astronomie până în 1610. În această perioadă, Galileo a făcut descoperiri semnificative atât în domeniile științei pure (de exemplu, astronomie și cinematica mișcării) și în cele ale științei aplicate (de exemplu, rezistența materialelor, îmbunătățiri aduse telescopului). Printre interesele sale multiple s-au numărat studiul astrologiei, care, în practica disciplinară pre-modernă era văzută ca fiind corelată cu matematica și astronomia.
Deși romano-catolic credincios, Galileo a avut trei copii nelegitimi cu Marina Gamba. Ei au avut două fiice, Virginia (născută în 1600) și Livia (născută în 1601) și un fiu, Vincenzo, născut în 1606. Din cauza nașterii nelegitime, tatăl lor a considerat că cele două fete nu pot fi măritate. Singura lor alternativă demnă era viața religioasă. Ambele au fost trimise la mănăstirea San Matteo din Arcetri și și-au petrecut acolo toată viața. Virginia a preluat numele de Maria Celeste la intrarea în mănăstire. A murit la 2 aprilie 1634 și este înmormântată împreună cu Galileo la Basilica di Santa Croce di Firenze. Livia a preluat numele de Sora Arcangela și a fost bolnavă mare parte din viață. Vincenzo a fost legitimizat și s-a însurat cu Sestilia Bocchineri.
În 1610, Galileo a publicat o descriere a observațiilor sale telescopice asupra sateliților lui Jupiter, folosindu-și observațiile ca argument în favoarea teoriei copernicane heliocentrice a universului ca alternativă la teoriile geocentrice dominante de origine ptolemaică și aristoteliană. În anul următor, Galileo a vizitat Roma pentru a-și prezenta telescopul influenților filosofi și matematicieni iezuiți de la Collegio Romano, și pentru a-i lăsa să vadă cu ochii lor realitatea celor patru sateliți ai lui Jupiter. În timpul șederii la Roma a devenit membru al Accademia dei Lincei.
În 1612, opoziția față de teoria heliocentrică susținută de Galileo a crescut. În 1614, din amvonul de Basilicăi Santa Maria Novella, Părintele Tommaso Caccini (1574–1648) a denunțat părerile lui Galileo privind mișcarea Pământului, considerându-le periculoase și apropiate de erezie. Galileo a mers la Roma să se apere împotriva acestor acuzații, dar, în 1616, Cardinalul Roberto Bellarmino i-a înmânat personal lui Galileo un avertisment oficial să nu mai susțină sau să predea astronomia copernicană. În anii 1621 și 1622 Galileo și-a scris prima carte, Il Saggiatore, care a fost aprobată și publicată în 1623. În 1630, s-a întors la Roma pentru a cere o licență pentru tipărirea lucrării Dialog despre cele două sisteme principale ale lumii, publicată în Florența în 1632. În luna octombrie a acelui an, însă, i s-a ordonat să apară în fața Sfântului Oficiu din Roma.
Galileo Galilei a fost judecat de un tribunal laic care l-a excomunicat și condamnat la închisoare pe viață. A retractat și conform procedurii a fost judecat de către un tribunal inchizitorial. În urma unui proces papal, în care a fost găsit vehement suspect de erezie, Galileo a fost pus sub arest la domiciliu și mișcările sale au fost restricționate de Papă. După 1634 a stat la casa sa de la țară din Arcetri, lângă Florența. A orbit complet în 1638 și suferea de hernie și insomnie, astfel că i s-a permis să călătorească la Florența pentru consultații medicale. A continuat să primească oaspeți până în 1642, când a murit, după ce a suferit de febră și palpitații.
Mormântul său se află în basilica "Santa Croce" din Florența.

## Metoda științifică
Galileo a adus contribuții originale în știință printr-o combinație inovatoare de experimente și matematică. La acea vreme, practica științifică se caracteriza mai ales prin studiile calitative de genul celor ale lui William Gilbert, în domeniile magnetismului și electricității. Tatăl lui Galileo, Vincenzo Galilei, muzician, făcuse experimente prin care a stabilit poate cea mai veche relație neliniară cunoscută în fizică: pentru o coardă întinsă, înălțimea sunetului este proporțională cu rădăcina pătrată a tensiunii. Aceste observații se încadrau în contextul tradiției pitagoreice a muzicii, bine cunoscută de fabricanții de instrumente, și care includeau și faptul că împărțirea unei coarde într-un număr întreg produce o scară armonică. Puțină matematică legase de multă vreme muzica de fizică, iar tânărul Galileo a văzut cum observațiile tatălui său au dezvoltat această tradiție.
Galileo este poate primul care a afirmat răspicat că legile naturii sunt matematice. În Il Saggiatore, el scria „Filosofia este scrisă în această mare carte, universul ... este scris în limba matematicii, iar personajele sunt triunghiuri, cercuri și alte figuri geometrice; ... .” Analizele sale matematice reprezintă o nouă dezvoltare a tradiției filosofilor scolastici târzii, întâlniți de Galileo când studia filosofia. Deși încerca să rămână loial Bisericii Catolice, urmărirea rezultatelor experimentale și a interpretării lor celei mai oneste, a dus la respingerea supunerii oarbe față de autoritatea acesteia, atât religioasă cât și filosofică, în chestiuni științifice. Aceasta a ajutat la separarea științei de filosofie și de teologie, un progres semnificativ al gândirii umane.
După standardele vremii, Galileo era adesea dispus să-și schimbe opiniile în conformitate cu observațiile. Filosoful modern Paul Feyerabend a observat și aspectele aparent incorecte ale metodologiei lui Galileo, dar a concluzionat că metodele lui Galileo pot fi justificate retroactiv de rezultatele lor. Întreaga lucrare a lui Feyerabend Împotriva Metodei (1975) este dedicată unei analize a lui Galileo, folosind cercetările sale din astronomie ca studiu de caz pentru a susține teoria anarhistă a lui Feyerabend privind metoda științifică. El a afirmat: „Aristotelienii ... cereau suport empiric puternic, în timp ce galileenii se mulțumeau cu teorii ample, nesusținute și parțial contrazise. Nu-i critic pentru aceasta; dimpotrivă, sunt de acord cu vorba lui Niels Bohr, «nu este suficient de nebunească».” Pentru a-și derula experimentele, Galileo avea nevoie să stabilească standarde de lungime și timp, astfel încât măsurătorile efectuate în zile diferite în laboratoare diferite să poată fi comparate reproductibil. Aceasta a pus o bază solidă pe care se puteau confirma enunțuri matematice folosind raționamente inductive.
Galileo a dat dovadă de o apreciere remarcabil de modernă pentru relația dintre matematică, fizica teoretică și fizica experimentală. El a înțeles parabola, atât în termeni de secțiune conică, cât și în termeni de ordonată (y) ce variază cu pătratul abscisei (x). Galilei a afirmat și că parabola este traiectoria teoretică ideală a unui proiectil uniform accelerat în absența frecării și a altor perturbații. A acceptat că există limitări ale valorii de adevăr a acestei teorii, notând că, teoretic, traiectoria unui proiectil cu o dimensiune comparabilă cu a Pământului nu poate fi o parabolă, dar a continuat să susțină că, pentru distanțe până la raza de acțiune a tunurilor din ziua aceea, deviația traiectoriei unui proiectil de la o parabolă este doar una foarte mică. În al treilea rând, a recunoscut că datele sale experimentale nu vor fi în acord cu nicio formă matematică sau teoretică din cauza impreciziei măsurării, imposibilității eliminării frecării și a altor factori.
Conform lui Stephen Hawking, Galileo poartă mai mult decât oricine responsabilitatea pentru nașterea științei moderne, iar Albert Einstein l-a intitulat „părintele științei moderne”.

## Astronomie

### Contribuții

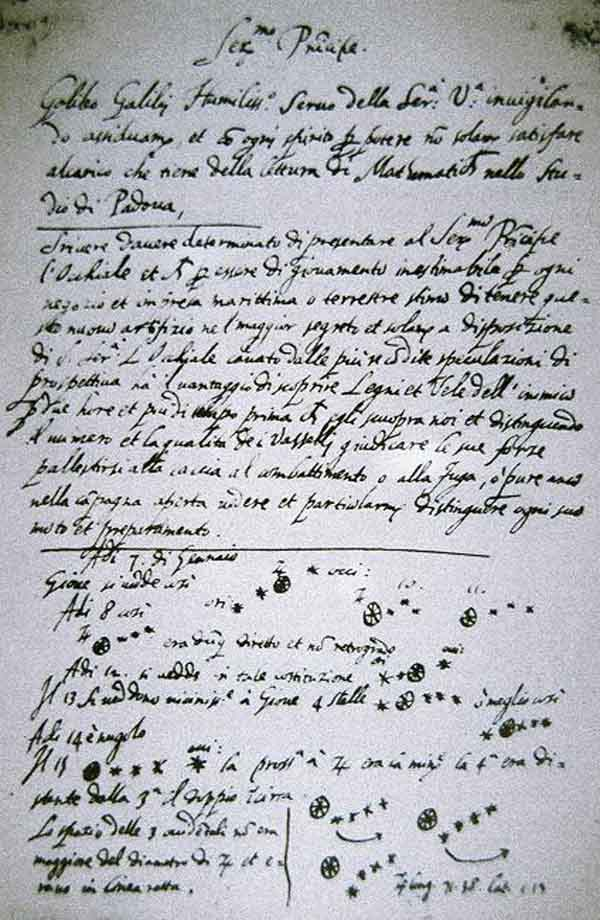
Pe această pagină, Galileo a notat pentru prima oară o observație a sateliților lui Jupiter. Această observație a răsturnat ideea că toate corpurile cerești trebuie să se rotească în jurul Pământului. Galileo a publicat o descriere completă în Sidereus Nuncius în martie 1610

Fazele lui Venus, observate de Galileo în 1610

Doar pe baza unor descrieri nesigure a primului telescop practic, inventat de Hans Lippershey în Olanda în 1608, în anul imediat următor Galileo a realizat un telescop cu mărirea de 3x. Ulterior, el a realizat și altele, cu măriri de până la 30x. Cu acest dispozitiv îmbunătățit, el a putut vedea imagini mărite pe Pământ – era ceea ce se numește astăzi telescop terestru, sau lunetă. El l-a folosit și pentru a observa cerul; o vreme, el a fost unul dintre cei care puteau construi telescoape suficient de puternice pentru acest scop. La 25 august 1609, el a prezentat primul telescop în fața dogilor venețieni. Telescoapele sale au fost o afacere profitabilă. Le putea vinde negustorilor care le găseau utile atât pe mare, cât și ca marfă comercială. Și-a publicat primele observații astronomice telescopice initial în martie 1610 într-un scurt tratat intitulat Sidereus Nuncius (Mesager înstelat).
La 7 ianuarie 1610, Galileo a observat cu telescopul său ceea ce era descris la acea vreme ca „trei stele fixe, totalmente invizibile prin micimea lor”, toate apropiate de Jupiter, aflate pe o linie dreaptă cu acesta. Observațiile din nopțile ulterioare au arătat că pozițiile acestor „stele” în raport cu Jupiter se modifică într-un fel ce nu putea fi explicat dacă ar fi fost considerate stele fixe. La 10 ianuarie, Galileo a observat că una dintre ele a dispărut, observație explicată de el prin faptul că ea se află în spatele lui Jupiter. În câteva zile, el a concluzionat că ele toate se roteau în jurul lui Jupiter: El descoperise trei dintre cei mai mari patru sateliți naturali ai lui Jupiter: Io, Europa și Callisto. El l-a descoperit și pe al patrulea, Ganymede la 13 ianuarie. Galileo a denumit cei patru sateliți descoperiți stelele mediceene, în cinstea viitorului său patron, Cosimo al II-lea de' Medici, Mare Duce de Toscana, și în cinstea celor trei frați ai săi. Astronomii de mai târziu le-au schimbat numele în sateliții galileeni în cinstea lui Galileo.
O planetă cu alte planete pe orbita ei nu se conforma principiului cosmologiei aristoteliene, conform căruia toate corpurile cerești se rotesc în jurul Pământului, și numeroși astronomi și filosofi au refuzat inițial să creadă că Galileo ar fi descoperit așa ceva. Observațiile sale au fost confirmate de observatorul lui Christopher Clavius și a fost primit ca un erou la sosirea la Roma în 1611
Galileo a continuat să observe sateliții de-a lungul următoarelor optsprezece luni, și, până la jumătatea lui 1611, el a obținut niște estimări remarcabil de exacte pentru perioadele acestora—reușită pe care Kepler o credea imposibilă.
După septembrie 1610, Galileo a observat că Venus prezenta o serie completă de faze similare cu cele ale Lunii. Modelul heliocentric al sistemului solar dezvoltat de Nicolaus Copernicus a prezis că toate fazele sunt vizibile deoarece orbita lui Venus în jurul Soarelui i-ar aduce emisfera luminată cu fața spre Pământ când este de partea cealaltă a Soarelui și cu fața în direcția opusă Pământului atunci când este de aceeași parte a Soarelui cu Pământul. Pe de altă parte, în modelul geocentric al lui Ptolemeu nu se putea ca orbita vreunei planete să intersecteze învelișul sferic pe care se află Soarele. Prin tradiție, orbita lui Venus a fost pusă în întregime de partea apropiată de Pământ a Soarelui, unde ar putea să prezinte doar o jumătate din faze. Se putea pune și în întregime dincolo de Soare, unde ar fi putut prezenta doar cealaltă jumătate din faze. Deci, după observarea de către Galileo a tuturor fazelor lui Venus, acest model ptolemaic a devenit neviabil. Astfel, la începutul secolului al XVII-lea, ca rezultat al acestei descoperiri, majoritatea astronomilor au trecut la una dintre diferitele modele planetare geo-heliocentrice, cum ar fi cel tychonic, cel capellan și cel capellan extins, fiecare fie cu, fie fără un Pământ în mișcare de rotație zilnică. Toate acestea aveau virtutea de a explica fazele lui Venus fără „defectul” de a apela în întregime la predicțiile heliocentrismului privind paralaxa stelară.
Galileo a observat și planeta Saturn și a confundat inițial inelele acesteia cu planete, crezând că este un sistem cu trei corpuri. Când a observat planeta mai târziu, inelele lui Saturn erau orientate direct spre Pământ, făcându-l să creadă că două dintre corpuri dispăruseră. Inelele au reapărut când a observat planeta în 1616, derutându-l și mai mult.
Galileo a fost unul dintre primii europeni care au observat petele solare, deși și Kepler observase una în 1607, dar a confundat-o cu trecere a planetei Mercur. El a reinterpretat și o observare a unei pete solare din vremea lui Carol cel Mare, care fusese (imposibil) atribuită și ea unei treceri a lui Mercur. Însăși existența petelor solare prezenta o altă dificultate în ce privește neschimbata perfecțiune a cerurilor postulată de fizica celestă aristoteliană, dar trecerile periodice confirmau și ele predicțiile făcute de Kepler în 1609, în Astronomia Nova, că Soarele se rotește, predicție ce a fost prima idee novatoare a fizicii de după ideea sferei cerești. Și variațiile anuale din mișcarea petelor solare, descoperite de Francesco Sizzi și alții în 1612–1613, au oferit un puternic argument atât împotriva sistemului ptolemeic cât și a celui geoheliocentric al lui Tycho Brahe. Variația sezonieră contrazicea toate modelele planetare negeorotaționale geostatice cum ar fi cel ptolemeic geocentric pur și cel tychonic geoheliocentric prin aceea că Soarele orbitează zilnic Pământul, și deci variația trebuia să se producă zilnic, ori aceasta nu se întâmpla. Aceasta era însă explicabilă de toate sistemele georotaționale cum ar fi sistemul semi-Tychonic geo-heliocentric al lui Longomontanus, modelele geo-heliocentrice capellan și capellan extins cu un Pământ în rotație zilnică, și modelul heliocentric pur. O dispută privind prioritatea descoperirii petelor solare și a interpretării acestora l-a condus pe Galileo într-o dispută îndelungată și acerbă cu iezuitul Christoph Scheiner; de fapt, nu prea încape îndoială că ambii au fost depășiți la acest capitol de David Fabricius și de fiul său Johannes, căutând confirmarea predicției lui Kepler privind rotația Soarelui. Scheiner a adoptat rapid propunerea din 1615 a lui Kepler privind designul telescopului modern, care dădea mărire mai mare cu costul inversării imaginii; Galileo se pare că nu a trecut la designul lui Kepler.
În ceea ce privește Luna, Galileo este cel care a descoperit librația (în 1637), cu cele trei forme ale sale: longitudinală, latitudinală și diurnă.
De asemenea, a fost primul care a vorbit despre munții lunari și despre craterele de pe Lună, a căror existență a dedus-o din luminile și umbrele de pe suprafața satelitului terestru. El a estimat și înălțimea munților din acele observații, ceea ce l-a condus la concluzia că Luna „nu este netedă, ca și suprafața Pământului însuși," în loc să fie o sferă perfectă, așa cum susținea Aristotel.
Galileo a observat Calea Lactee, considerată anterior a fi o nebuloasă, și a găsit că este o multitudine de stele strânse atât de aproape unele de altele încât de pe Pământ ele par a fi niște nori. El a localizat multe alte stele prea îndepărtate pentru a fi vizibile cu ochiul liber. Galileo a observat în 1612 și planeta Neptun, dar nu și-a dat seama că era o planetă și nu i-a acordat multă atenție. Ea apare în caietele sale ca una dintre multe alte stele îndepărtate și slabe. El a observat steaua dublă Mizar din Ursa Mare în 1617. În Mesagerul înstelat Galileo a relatat că stelele par a fi simple flăcări luminoase, nemodificate în aparența lor de telescop, punându-le în contrast cu planetele pe care telescopul le arăta ca fiind niște discuri. În scrierile ulterioare, însă, el a descris stelele ca fiind și ele discuri, a căror dimensiune a măsurat-o. Conform lui Galileo, diametrele discurilor stelare măsurau de regulă o zecime din diametrul discului lui Jupiter (a cinci suta parte din diametrul Soarelui), deși unele erau oarecum mai mari, iar altele mult mai mici. Galileo a spus că stelele sunt și ele niște sori și că nu sunt aranjate într-un înveliș sferic în jurul sistemului solar, ci la diverse distanțe față de Pământ. Stelele mai strălucitoare erau sori mai apropiați, iar cele mai slabe erau mai îndepărtate.  Pe baza acestei idei și pe baza dimensiunilor calculate de el pentru discurile stelare, a calculat că stelele se află la distanțe de la câteva sute de distanțe solare pentru cele mai strălucitoare până la peste două mii de distanțe solare pentru stelele greu vizibile cu ochiul liber, cele vizibile doar cu telescopul fiind și mai departe. Aceste distanțe, deși prea mici după standardele moderne, erau mult mai mari decât distanțele planetare, iar el a folosit aceste calcule pentru a contrazice argumentele anticopernicane că stelele îndepărtate sunt o absurditate.

### Controversa privind cometele șiIl Saggiatore
În 1619, Galileo a fost implicat într-o controversă cu părintele Orazio Grassi, profesor de matematică la Collegio Romano, instituție a iezuiților. A început ca o dispută privind natura cometelor, dar, până în momentul când Galileo și-a publicat lucrarea Il Saggiatore în 1623, ultima sa replică în această dispută, ea devenise o discuție mult mai amplă privind natura Științei însăși. Întrucât Il Saggiatore conține atât de multe din ideile lui Galileo despre cum ar trebui practicată știința, această lucrare a fost supranumită manifestul său științific.
La începutul lui 1619, părintele Grassi a publicat anonim un pamflet, O dispută astronomică a trei comete din anul 1618 în care se discuta natura unei comete ce apăruse la sfârșitul lunii noiembrie a anului precedent. Grassi a concluzionat că acea cometă este un corp în flăcări care se mișcase pe un segment dintr-un cerc mare cu distanță constantă față de Pământ și că, de vreme ce el s-a mișcat pe cer mai încet decât Luna, trebuia că se află mai departe decât aceasta.
Argumentele și concluziile lui Grassi au fost criticate într-un articol ulterior, Discurs despre comete publicat sub semnătura unuia dintre discipolii lui Galileo, un avocat florentin pe nume Mario Guiducci, deși fusese în mare parte scris de Galileo însuși. Galileo și Guiducci nu au oferit o teorie definitivă proprie a naturii cometelor, dar au prezentat unele încercări de presupuneri despre care acum se știe că sunt greșite.
În pasajul introductiv, Discursul lui Galileo și Guiducci l-a insultat gratuit pe iezuitul Christopher Scheiner, făcând mai multe remarci agresive față de profesorii de la Collegio Romano în diverse părți ale lucrării. Iezuiții s-au simțit jigniți, iar Grassi a răspuns cu o lucrare polemică proprie, Echilibrul astronomic și filosofic, sub pseudonimul Lothario Sarsio Sigensano, presupus a fi unul din elevii săi.
Il Saggiatore a fost răspunsul devastator al lui Galileo la Echilibrul astronomic. Lucrarea este considerată o capodoperă a literaturii polemice, în care argumentele lui „Sarsi” sunt supuse unei ironii ascuțite. Ea a fost primită cu multe laude, și l-a mulțumit pe noul papă Urban al VIII-lea, căruia i-a fost dedicată.
Disputa lui Galileo cu Grassi i-a înstrăinat de el pe mulți dintre iezuiții care îi admirau înainte ideile, iar Galileo și prietenii săi erau convinși că acești iezuiți au fost responsabili pentru condamnarea sa ulterioară, deși dovezile privind aceasta nu sunt deloc clare.

### Galileo, Kepler și teoriile mareelor
Cardinalul Bellarmine scrisese în 1615 că sistemul copernican nu poate fi apărat fără „o adevărată demonstrație fizică a faptului că Soarele nu se rotește în jurul Pământului ci Pământul în jurul Soarelui.” Galileo considera că teoria sa privind mareele oferă dovada fizică necesară a mișcării Pământului. Această teorie era atât de importantă pentru Galileo încât el inițial intenționa să-și intituleze Dialogul despre cele două sisteme principale ale lumii Dialog despre fluxul și refluxul mărilor. Pentru Galileo, mareele erau cauzate de împingerea apei mărilor înainte și înapoi pe măsură ce un punct al  suprafeței Pământului accelerează sau frânează din cauza rotației Pământului în jurul axei și a revoluției în jurul Soarelui. Galileo a transmis primele sale concluzii privind mareele în 1616, într-o scrisoare adresată Cardinalului Orsini.
Dacă această teorie ar fi fost corectă, ar fi fost un singur flux pe zi. Galileo și contemporanii săi știau despre această nepotrivire fiindcă sunt două fluxuri pe zi în Veneția în loc de unul, cele două fiind la aproximativ douăsprezece ore distanță. Galileo a explicat această anomalie ca fiind rezultatul mai multor cauze secundare, inclusiv a formei mării, adâncimii ei, și al altor factori. S-a spus că Galileo ar fi inventat intenționat aceste argumente, dar Albert Einstein și-a exprimat opinia că Galileo a dezvoltat aceste „fascinante argumente” și le-a acceptat fără critică din dorința de a avea o dovadă fizică a mișcării Pământului.
Galileo a spus despre ideea contemporanului său Johannes Kepler, că Luna cauzează mareele, că este o ficțiune inutilă. Galileo a refuzat să accepte și orbitele eliptice ale planetelor din teoria lui Kepler, considerând cercul ca fiind forma „perfectă” a orbitelor planetare.

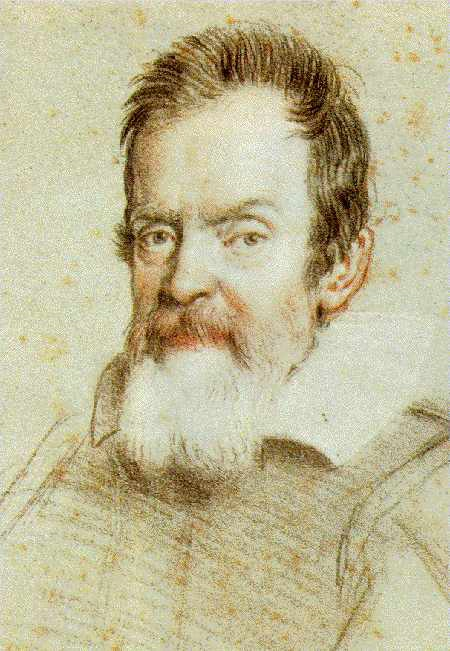
Galileo Galilei. Portret în creion de Leoni.

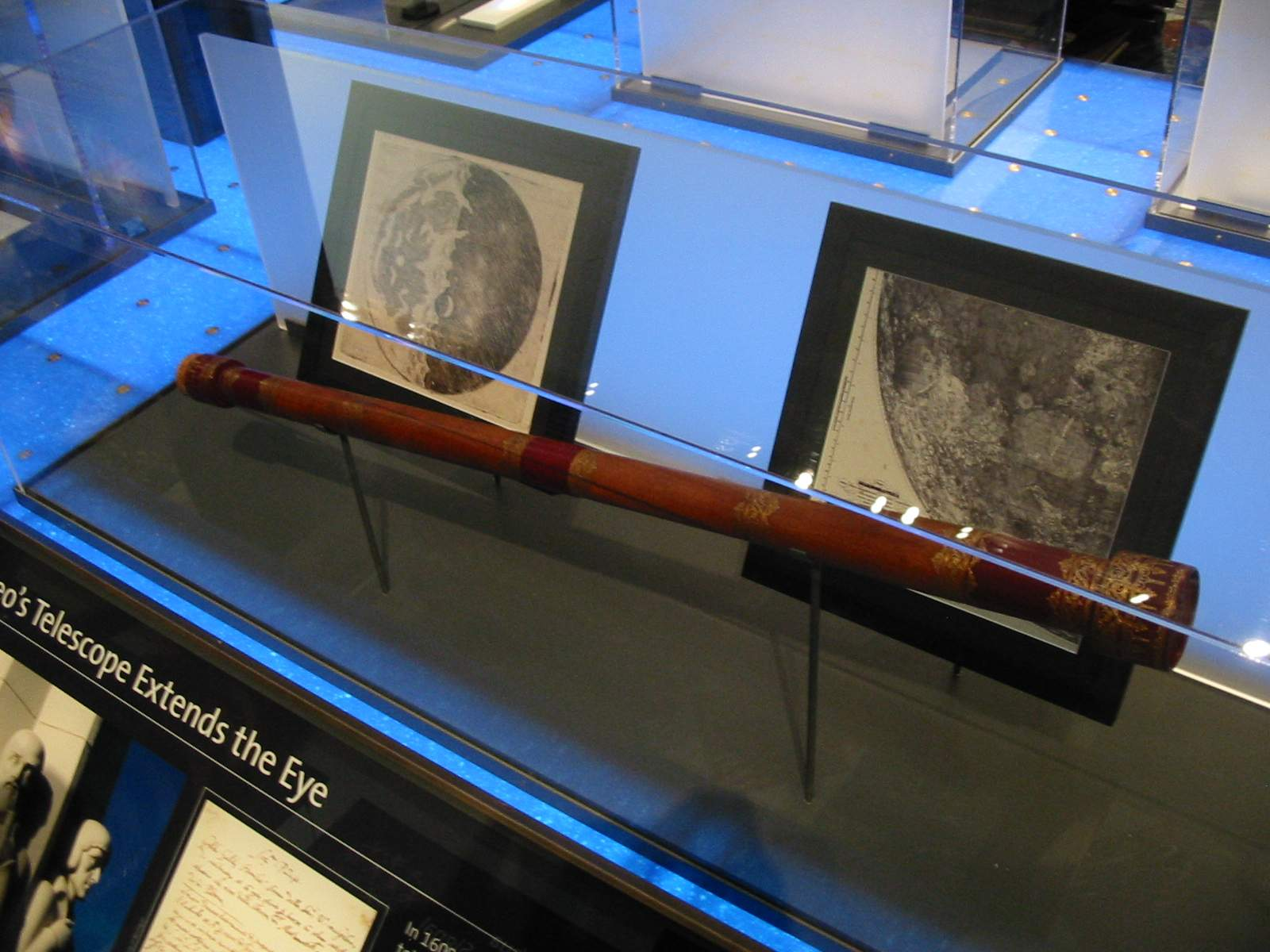
O replică a celui mai vechi telescop existent atribuit lui Galileo Galilei, expus la Observatorul Griffith.

## Tehnologie
Galileo a adus mai multe contribuții la ceea ce astăzi poartă numele de tehnologie, ramură distinctă de fizica pură. Aceasta nu este aceeași distincție ca cea făcută de Aristotel, care ar fi considerat întreaga fizică a lui Galileo ca fiind techne sau cunoștințe utile, spre deosebire de episteme, cercetări filosofice asupra cauzelor lucrurilor. Între 1595–1598, Galileo a proiectat și îmbunătățit o busolă geometrică și militară de folosit de către tunari și geodezi. Aceasta se baza pe niște instrumente anterioare ale lui Niccolò Tartaglia și Guidobaldo del Monte. Pentru tunari, ea oferea, pe lângă o metodă nouă și sigură de înălțare precisă a tunurilor, o cale de a calcula rapid încărcătura de praf de pușcă necesară pentru ghiulelele de diferite dimensiuni și din diferite materiale. Ca instrument geometric, ea permitea construcția oricărui poligon regulat, calculul ariei oricărui poligon sau sector de cerc, și diferite alte calcule. Pe la 1593, Galileo a construit un termometru, folosind dilatația și contracția aerului dintr-un glob pentru a mișca apa dintr-un tub atașat.
În 1609, Galileo a fost, împreună cu englezul Thomas Harriot și cu alții, printre primii care au utilizat un telescop cu refracție ca instrument de observare a stelelor, planetelor și sateliților. Numele „telescop” a fost dat instrumentului lui Galileo de un matematician grec, Giovanni Demisiani, la un banchet ținut în 1611 de prințul Federico Cesi în cinstea numirii Galileo ca membru în Accademia dei Lincei. Numele a provenit din grecescul tele = „departe” și skopein = „a privi”, „a vedea”. În 1610, el a folosit un telescop la distanțe mici pentru a mări părți ale insectelor. Până în 1624 el perfecționase un microscop. El a dat unul dintre aceste instrumente Cardinalului Zollern în luna mai a aceluiași an pentru a i-l prezenta Ducelui de Bavaria, și în septembrie a trimis un altul Prințului Cesi. Linceenii au jucat din nou un rol în denumirea „microscopului” un an mai târziu când colegul lor academician Giovanni Faber a fixat acest termen pentru invenția lui Galileo din cuvintele grecești μικρόν (micron) care înseamnă „mic” și același σκοπεῖν (skopein). Cuvântul trebuia să fie analog cu „telescop”. Ilustrațiile cu insecte realizate folosind unul dintre microscoapele lui Galileo au fost publicate în 1625 și par a fi prima documentare a utilizării unui microscop.
În 1612, după ce a determinat perioadele orbitale ale sateliților lui Jupiter, Galileo a propus că, date fiind suficiente informații despre orbitele lor, acestea pot fi folosite drept ceas universal, care poate fi folosit pentru determinarea longitudinii. A lucrat la această problemă din când în când în restul vieții sale; dar problemele practice erau grave. Metoda a fost aplicată prima oară cu succes de Giovanni Domenico Cassini în 1681 și a fost utilizată pe larg în studii geografice terestre; această metodă, de exemplu, a fost utilizată și de Lewis și Clark. Pentru navigația pe mare, unde observațiile telescopice delicate erau mai dificile, problema longitudinii a impus în cele din urmă un cronometru marin portabil, cum a fost cel al lui John Harrison.
În acest ultim an, orb complet, el a proiectat un regulator pentru un ceas cu pendul. Primul ceas cu pendul complet operațional a fost realizat de Christiaan Huygens în anii 1650. Galilei a creat schițe ale diverselor invenții, cum ar fi o combinație dintre o lumânare și o oglindă pentru a reflecta lumina într-o clădire, un culegător automat de roșii, un pieptene de buzunar care funcționa și ca tacâm, și ceea ce pare a fi un pix cu bilă.

## Fizică

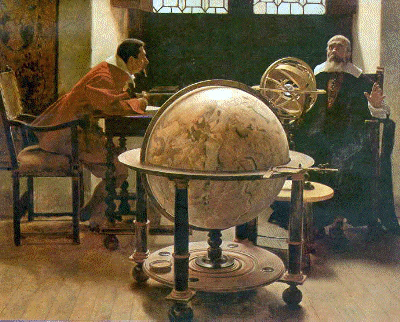
Galileo e Viviani, 1892, Tito Lessi

Lucrările teoretice și experimentale ale lui Galileo în ce privește mișcarea corpurilor, împreună cu lucrările în mare parte independente ale lui Kepler și René Descartes, au fost precursoarele mecanicii clasice dezoltată de Sir Isaac Newton.
O biografie scrisă de elevul lui Galileo Vincenzo Viviani afirma că Galileo a dat drumul la bile din același material, dar de mase diferite din Turnul înclinat din Pisa pentru a demonstra că durata căderii este independentă de masa acestora. Aceasta contrazicea învățăturile lui Aristotel: că obiectele mai grele cad mai repede decât cele ușoare, direct proporțional cu greutatea lor. Deși această poveste a circulat mult pe cale orală, Galileo însuși nu a înregistrat un astfel de experiment, iar istoricii acceptă în general că era doar un experiment imaginar care de fapt nu a avut loc.
În Discorsi din 1638, personajul Salviati, considerat a fi purtătorul de cuvânt al lui Galileo, susținea că toate greutățile inegale vor cădea în vid cu aceeași viteză finită. Aceasta fusese propusă întâi de  Lucretius și Simon Stevin. Salviati susținea și că se poate demonstra experimental prin comparația mișcării pendulelor în aer cu greutăți de plumb și plută de greutate diferită dar altfel similare.

Galileo a propus că un corp în cădere va cădea uniform accelerat, atâta vreme cât rezistența mediului prin care cade rămâne neglijabilă, sau în cazul limită al căderii sale prin vid. El a și calculat legea cinematică corectă pentru distanța parcursă în timpul unei accelerări uniforme începând din repaus—și anume, că este proporțională cu pătratul duratei de timp ( d ∝ t 2 ). În niciunul din cazuri, însă, descoperirile nu erau întru totul originale. Legea pătratului timpului pentru variațiile uniform accelerate erau cunoscute deja lui Nicole Oresme în secolul al XIV-lea, și lui Domingo de Soto, în al XVI-lea, a sugerat că corpurile care cad printr-un mediu omogen vor fi uniform accelerate. Galileo a exprimat legea pătratului timpului folosind construcții geometrice și cuvinte cu sens matematic exact, conform standardelor vremii sale. (A rămas în sarcina altora să reexprime legea în termeni algebrici). El a concluzionat și că obiectele își păstrează viteza dacă nu acționează nicio forță—adesea frecarea—asupra lor, contrazicând ipoteza aristoteliană general acceptată că obiectele încetinesc pe cale „naturală” și se opresc dacă nu acționează nicio forță asupra lor (idei filosofice legate de inerție fuseseră propuse și de Ibn al-Haytham cu câteva secole în urmă, ca și de Jean Buridan, și, după cum notează Joseph Needham, Mo Tzu făcuse o asemenea propunere cu mai multe secole înaintea celorlalți, dar aceasta a fost prima oară când a fost exprimată matematic, verificată experimental și introdusă ideea de forță de frecare, o descoperire-cheie pentru validarea inerției). Principiul de Inerție al lui Galileo spunea: „Un corp care se mișcă pe o suprafață netedă va continua în aceeași direcție cu viteză constantă dacă nu este perturbat.” Acest principiu a fost incorporat în legile lui Newton (prima lege).

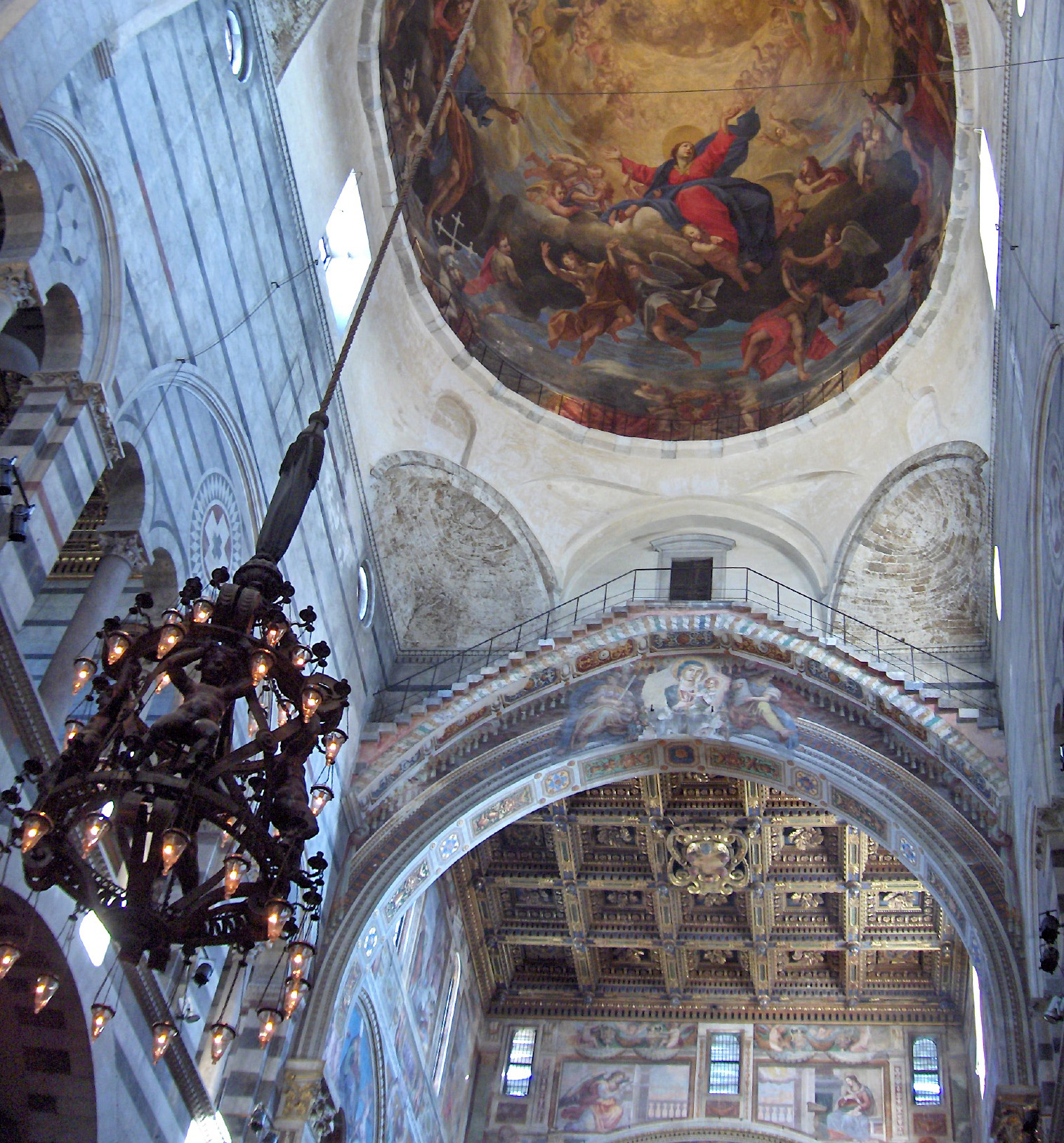
Domul catedralei din Pisa cu „lampa lui Galileo”

Galileo a susținut (incorect) și că mișcările unui pendul au întotdeauna aceeași durată, independent de amplitudine. Adică, un pendul simplu este izocron. Legendele spun că el a ajuns la aceasta concluzie privind mișcările candelabrului de bronz din catedrala din Pisa, folosind pulsul său pentru a o cronometra. Totuși, se pare că nu a făcut niciun experiment deoarece aceasta este adevărată doar pentru pendulări infinitezimale, așa cum a descoperit Christian Huygens. Fiul lui Galileo, Vincenzo, a schițat un ceas bazat pe teoriile tatălui său în 1642. Ceasul nu a fost construit și, din cauza pendulărilor mari cerute de construcția sa, n-ar fi fost un ceas bun.
În 1638 Galileo a descris o metodă experimentală de măsurare a vitezei luminii aranjând ca doi observatori, fiecare având felinare cu obloane, să se urmărească unul pe celălalt de la o anumită distanță. Primul observator deschide obloanele felinarului său și al doilea, la vederea luminii, deschide imediat obloanele felinarului său. Timpul dintre deschiderea obloanelor primului felinar și observarea luminii celui de-al doilea indică timpul parcurs de lumină dus-întors între cei doi observatori. Galileo a arătat că atunci când a încercat aceasta pe distanțe mai mici de o milă, nu a reușit să determine dacă lumina apare instantaneu. Între moartea lui Galileo și anul 1667, membrii Accademia del Cimento din Florența au repetat experimentul pe o distanță de aproximativ o milă și au obținut un rezultat la fel de neconcludent.
Galileo este și unul dintre primii care au înțeles noțiunea de frecvență a sunetului. Zgâriind o daltă cu diverse viteze, el a făcut legătura între înălțimea sunetului produs și distanța între șanțurile de pe daltă, măsură a lungimii de undă și deci a frecvenței.
În 1632, în Dialog Galileo a prezentat o teorie fizică ce și-a propus să explice mareele, pe baza mișcării Pământului. Dacă ar fi fost corectă, această teorie ar fi fost un argument puternic pentru realitatea mișcării Pământului. De fapt, titlul original al cărții o descria ca un dialog despre maree; referirile la maree au fost eliminate prin ordinul Inchiziției. Teoria sa a dat primele informații despre importanța formei fundului oceanic pentru dimensiunea și temporizarea mareelor; el a observat corect, de exemplu, mareele neglijabile din mijlocul coastei Mării Adriatice prin comparație cu cele de la capete. Ca explicație privind cauza mareelor, însă, teoria sa era departe de realitate. Kepler și alții au asociat în mod corect Luna cu o influență asupra mareelor, pe baza datelor empirice; o teorie fizică completă a mareelor a fost disponibilă, însă, doar după Newton.
Galileo a avansat principiul de bază al relativității, acela că legile fizicii sunt aceleași în orice sistem în mișcare rectilinie uniformă, indiferent de viteza sau direcția sa. Deci, nu există mișcare absolută și nici repaus absolut. Acest principiu a furnizat contextul de bază al legilor mișcării ale lui Newton și joacă un rol central în teoria relativității restrânse a lui Einstein.

## Matematică
Deși aplicațiile matematice ale lui Galileo în fizica experimentală erau inovatoare, metodele sale matematice erau cele standard ale vremii. Analizele și demonstrațiile se bazau pe teoria eudoxiană a proporțiilor, așa cum era ea prezentată în a cincea carte a Elementelor lui Euclid. Această teorie apăruse doar cu un secol în urmă, datorită traducerilor precise ale lui Tartaglia și ale altora; dar până la sfârșitul vieții lui Galileo ea fusese deja depășită de metodele algebrice ale lui Descartes.
Galileo a produs o lucrare originală și chiar profetică în matematică: Paradoxul lui Galileo, care arată că există tot atâtea pătrate perfecte câte sunt și numere întregi, deși majoritatea numerelor nu sunt pătrate perfecte. Asemenea aparente contradicții au fost explicate după 250 de ani în lucrările lui Georg Cantor.

## Controversa cu Biserica

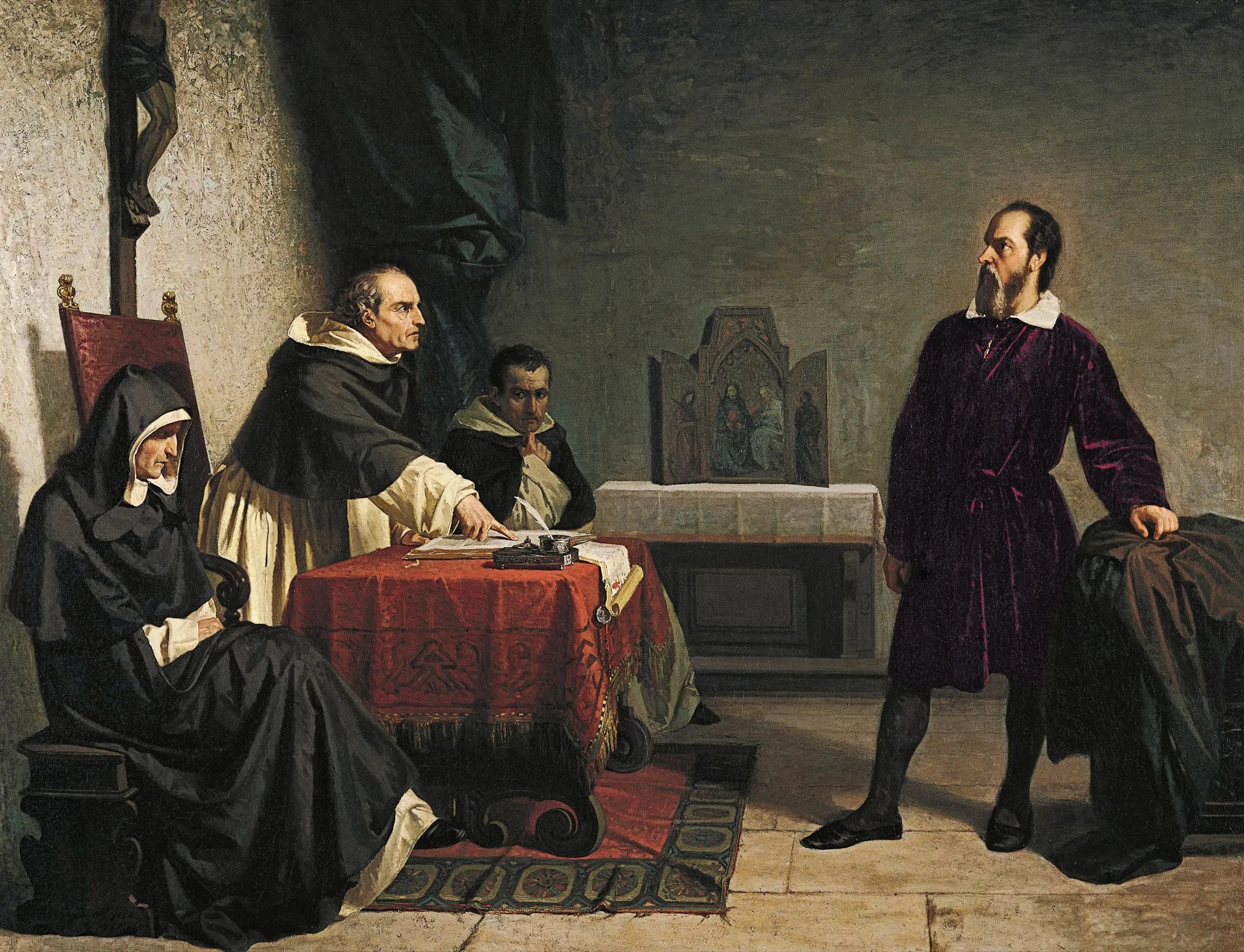
Pictura lui Cristiano Banti din 1857 Galileo în fața Inchiziției Romane

Psalmul 93:1 și 96:10 (în creștinismul occidental), precum și Cronici 16:30 includ (în funcție de traducere) un text ce afirmă că „lumea este întărită, și nu se clatină”. În traducerea lui Cornilescu a Bibliei, Psalmii 104:5 spune „Tu ai așezat pământul pe temeliile lui, și niciodată nu se va clătina”. Mai mult, Eclesiastul 1:5 spune că „Soarele răsare, apune și aleargă spre locul de unde răsare din nou.” etc.
Galileo a apărat heliocentrismul, și a susținut că nu este contrar acestor pasaje din Scriptură. El a adoptat poziția lui Augustin asupra Scripturii: că nu trebuie luat fiecare pasaj literal, mai ales când respectiva scriptură este o carte de poezii și cântece, și nu o carte de instrucțiuni asupra istoriei. Cei ce au scris Scriptura au făcut-o din perspectiva lumii terestre, și din acel punct de vedere Soarele răsare și apune.
Până în 1616, atacurile îndreptate împotriva ideilor lui Copernic ajunseseră la un maxim, iar Galileo a mers la Roma să încerce să convingă autoritățile Bisericii să nu le interzică. În cele din urmă, Cardinalul Bellarmine, acționând după directivele Inchiziției, i-a dat un ordin să nu mai „susțină sau să apere” ideea că Pământul se mișcă iar Soarele stă nemișcat în centru. Acest decret nu l-a împiedicat pe Galileo să discute ipoteza heliocentrismului (păstrând o fațadă de separare între știință și biserică). În următorii câțiva ani, Galileo s-a ținut departe de controversă. El și-a reluat proiectul de a scrie o carte despre acest subiect, încurajat fiind de alegerea Cardinalului Barberini ca papă, sub numele de Urban al VIII-lea în 1623. Barberini era un prieten și admirator al lui Galileo, și se opusese condamnării lui Galileo în 1616. Cartea, Dialog despre cele două sisteme principale ale lumii, a fost publicată în 1632, cu autorizație oficială de la Inchiziție și cu permisiunea Papei.
Papa Urban al VIII-lea personal i-a cerut lui Galileo să dea argumente pentru și împotriva heliocentrismului în cartea sa, și să aibă grijă să nu susțină heliocentrismul. O altă cerere a sa a fost ca propriile sale idei în această privință să fie incluse în cartea lui Galileo. Doar ultima dintre aceste cereri a fost îndeplinită de Galileo. Deliberat sau întâmplător, Simplicio, apărătorul ideilor geocentrice aristoteliene din Dialog despre cele două sisteme principale ale lumii, a fost adesea prins în propriile erori logice și uneori a părut a fi un prost. Într-adevăr, deși Galileo spunea în prefața cărții sale că personajul este denumit după un faimos filosof aristotelian (Simplicius în latină, Simplicio în italiană), numele „Simplicio” în italiană are și conotația de „om cu gândire simplă”. Această prezentare a lui Simplicio a făcut ca Dialog despre cele două sisteme principale ale lumii să pară o carte ce susține un punct de vedere: un atac împotriva geocentrismului aristotelian și o apărare a teoriei copernicane. Din păcate pentru relația lui cu Papa, Galileo a pus cuvintele lui Urban al VIII-lea în gura lui Simplicio. Majoritatea istoricilor sunt de acord că Galileo nu a acționat din răutate și a fost luat prin surprindere de reacțiile pe care le-a întâmpinat cartea. Totuși, Papa nu a luat ușor nici ceea ce bănuia a fi o ironie publică la adresa sa și nici susținerea ideilor copernicane. Galileo și-a înstrăinat astfel unul dintre cei mai mari și mai puternici susținători, Papa, și a fost chemat la Roma să-și apere scrierile.
Cu pierderea multor dintre susținătorii săi de la Roma din cauza Dialogului despre cele două sisteme principale ale lumii, lui Galileo a fost convocat în fața unui tribunal în 1633, acuzat fiind de erezie. Sentința Inchiziției a constat din trei părți esențiale:
- Galileo a fost găsit „vehement suspect de erezie”, și anume de a fi susținut opinia că Soarele stă nemișcat în centrul universului și că Pământul nu se află în centru și se mișcă, și că se poate susține și apăra părerea ca probabilă după ce a fost găsită a fi contrară Sfintei Scripturi. I s-a cerut să „abjure, blesteme și să deteste” aceste opinii.[115]
- S-a ordonat încarcerarea sa; sentința a fost ulterior comutată în arest la domiciliu.
- Dialogul a fost interzis; și, într-o acțiune neanunțată la proces, publicarea oricărei lucrări a sa a fost interzisă, inclusiv oricare pe care ar mai fi scris-o în viitor.[116]

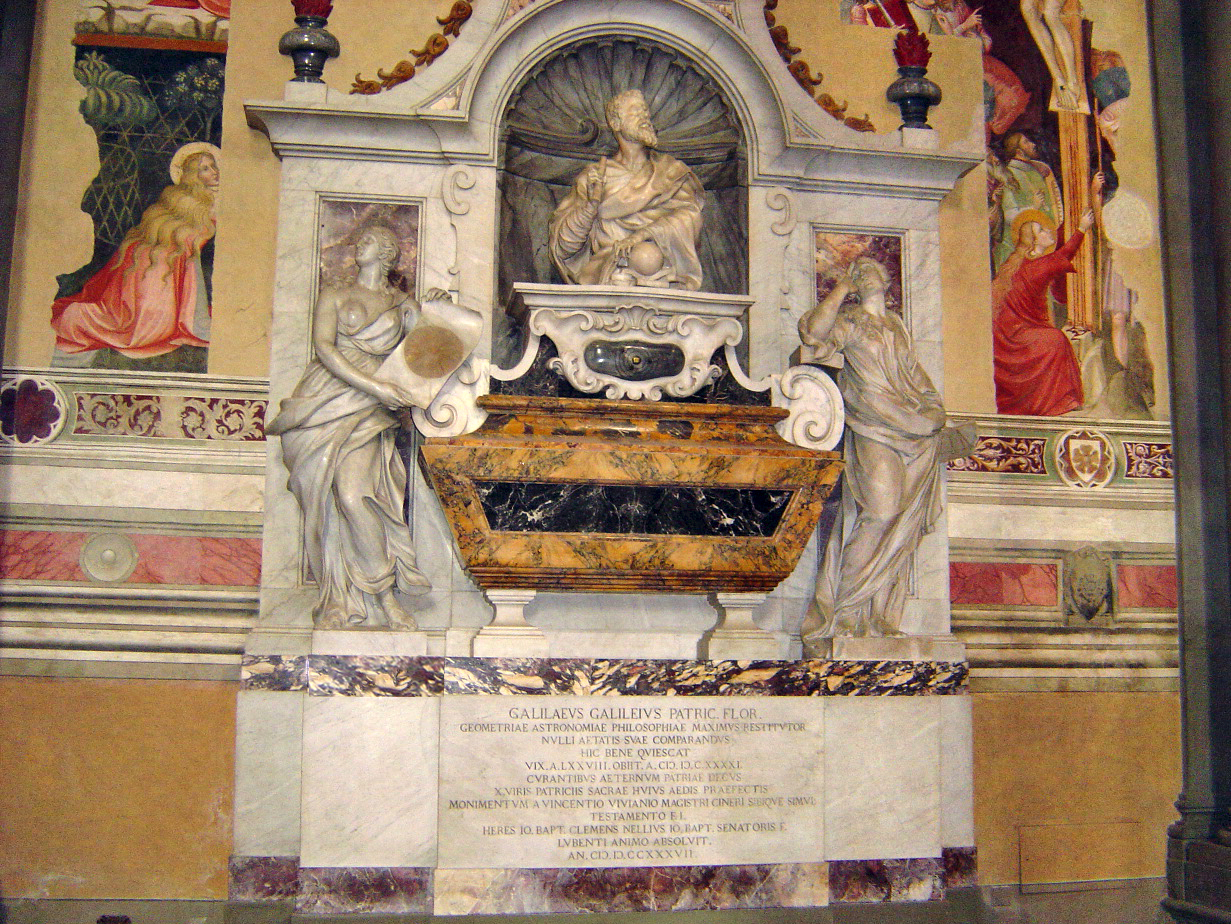
Mormântul lui Galileo Galilei, Santa Croce, Florența

Conform legendelor populare, după ce a retractat teoria sa că Pământul se mișcă în jurul Soarelui, Galileo ar fi murmurat fraza rebelă Și totuși, se mișcă!, dar nu există dovezi că el ar fi spus ceva asemănător. Prima relatare a legendei datează de la un secol după moartea sa.
După o perioadă petrecută cu Ascanio Piccolomini (arhiepiscop de Siena), lui Galileo i s-a permis să se întoarcă în vila sa de la Arcetri de lângă Florența, unde și-a petrecut restul vieții în arest la domiciliu și unde la un moment dat a orbit. Când era în arest la domiciliu, Galileo și-a dedicat timpul uneia dintre cele mai reușite lucrări ale sale, Două noi științe. Aici, el a rezumat lucrările sale efectuate cu aproximativ patruzeci de ani în urmă, despre cele două științe denumite astăzi cinematică și rezistența materialelor. Ca rezultat al acestei lucrări, Galileo este adesea intitulat „părintele fizicii moderne”.
Galileo a murit la 8 ianuarie 1642 la vârsta de 77 de ani. Marele Duce al Toscanei, Ferdinando al II-lea, a dorit să-l înmormânteze în Basilica di Santa Croce, lângă mormintele tatălui său și ale strămoșilor săi, și să ridice un mausoleu de marmură în memoria sa. S-a renunțat, însă, la aceste planuri după ce Papa Urban al VIII-lea și nepotul său, Cardinalul Francesco Barberini, au protestat. El a fost îngropat într-o mică încăpere de lângă capela ucenicilor la capătul unui coridor de la transeptul de sud al basilicii la sacristie. El a fost reînhumat în basilică în 1737 după ce s-a construit acolo un monument în memoria sa.
Interdicția Inchiziției asupra retipăririi lucrărilor lui Galileo a fost ridicată în 1718 când s-a acordat permisiunea de a publica o ediție a lucrărilor sale (cu excepția0 Dialogului) la Florența. În 1741 Papa Benedict al XIV-lea a autorizat publicarea unei ediții a lucrărilor științifice complete ale lui Galileo inclusiv a unei versiuni ușor cenzurate a Dialogului. În 1758 interdicția generală împotriva lucrărilor ce susțineau heliocentrismul a fost ridicată, dar interdicțiile specifice asupra versiunilor necenzurate ale Dialogului și ale lucrării De Revolutionibus a lui Copernic au rămas în vigoare. Toate urmele de opoziție oficială față de heliocentrism din partea Bisericii au dispărut în 1835 când aceste lucrări au fost în cele din urmă eliminate din Index.
În 1939, Papa Pius al XII-lea, în primul său discurs în fața Academiei Pontificale de Științe, ținut la câteva luni după alegerea sa ca Papă, l-a descris pe Galileo ca pe unul dintre „cei mai cutezători eroi ai cercetării ... nu s-a temut de piedici și de riscuri pe calea sa, n-a avut frică nici monumentele funeste” Consilierul său de 40 de ani, profesorul Robert Leiber scria: „Pius al XII-lea a fost foarte atent să nu închidă prematur nicio ușă (în fața științei). A tratat cu multă seriozitate acest aspect și a regretat ce s-a întâmplat în cazul lui Galileo.”
La 15 februarie 1990, într-un discurs ținut la Universitatea Sapienza din Roma, Cardinalul Ratzinger (ulterior devenit Papa Benedict al XVI-lea) a citat câteva păreri actuale asupra chestiunii Galileo ca alcătuind ceea ce el numea „un caz simptomatic ce ne permite să vedem cât de profundă este astăzi îndoiala față de era modernă, tehnologie și știință.” Unele din ideile pe care le cita erau cele ale filosofului Paul Feyerabend, pe care l-a citat: „Biserica în vremea lui Galileo stătea mult mai aproape de rațiune decât Galileo însuși, și ea lua în considerație și consecințele etice și sociale ale învățăturilor lui Galileo. Verdictul său împotriva lui Galileo a fost rațional și just iar revizuirea acestui verdict se poate justifica doar pe temeiul a ceea ce este oportun din punct de vedere politic.” Cardinalul nu a indicat clar dacă era sau nu de acord cu afirmațiile lui Feyerabend. El a spus, însă: „Ar fi o prostie să construim o apologetică impulsivă pe baza acestor păreri.”
La 31 octombrie 1992, Papa Ioan Paul al II-lea și-a exprimat regretul pentru felul în care a fost tratat cazul Galileo, și a emis o declarație prin care recunoștea erorile comise de tribunalul bisericesc care a judecat pozițiile științifice ale lui Galileo Galilei, ca rezultat al unui studiu efectuat de Consiliul Pontifical pentru Cultură. În martie 2008, Vaticanul a propus completarea reabilitării lui Galileo ridicându-i o statuie în interiorul zidurilor Vaticanului. În luna decembrie a aceluiași an, în timpul evenimentelor ce au marcat a 400-a aniversare a primelor observații telescopice ale lui Galileo, Papa Benedict al XVI-lea i-a lăudat contribuțiile aduse astronomiei.

## Scrierile

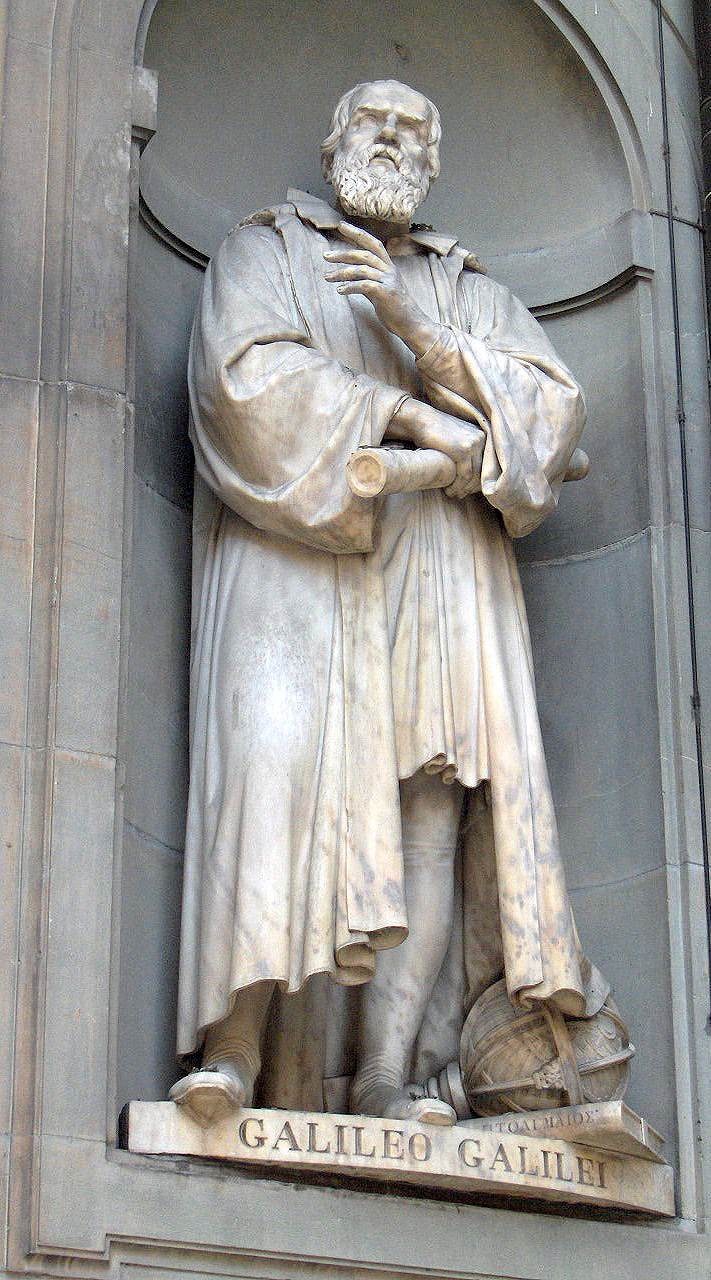
Statuie de lângă Uffizi, Florența.

Primele lucrări ale lui Galileo descriu instrumente științifice și printre ele se numără tratatul din 1586 intitulat Mica balanță (La Billancetta) care descrie o balanță precisă pentru cântărit obiecte în aer sau în apă și manualul tipărit în 1606 Le Operazioni del Compasso Geometrico et Militare despre funcționarea unei busole militare și geometrice.
Primele sale lucrări în domeniul dinamicii, știința mișcării și mecanică au fost De Motu (Despre mișcare) publicată în 1590 la Pisa și Le Meccaniche (Mecanicile) publicat la Padova în preajma lui 1600. Prima s-a bazat pe dinamica fluidelor aristotelian-arhimedeană și susținea că viteza căderii gravitaționale într-un mediu fluid este proporțională cu excesul de greutate specifică a corpului peste cea a mediului, pe când în vid corpurile cad cu viteze proporționale cu greutățile lor specifice. Lucrarea subscria dinamicii impulsului Hipparchan-Philoponană în care impulsul se disipă singur și căderea liberă în vid are o viteză terminală esențială conform greutății specifice după o perioadă de accelerare.
Mesagerul înstelat (Sidereus Nuncius) din 1610 a fost primul tratat științific publicat realizat pe baza unor observații efectuate prin telescop. În el, Galileo a arătat următoarele descoperiri:
- lunile galileene;
- încrețirea suprafeței Lunii;
- existența unui mare număr de stele invizibile cu ochiul liber, mai ales a celor responsabile pentru felul cum apare Calea Lactee;
- diferențele dintre aparența planetelor și cea a stelelor fixe—ultimele apar ca discuri mici, iar ultimele apar ca puncte de lumina nemărite.

Galileo a publicat o descriere a petelor solare în 1613 sub titlul Scrisori despre petele solare în care a sugerat că Soarele și cerurile sunt coruptibile. „Scrisorile despre petele solare” au relatat și observațiile sale telescopice din 1610 despre fazele lui Venus, și descoperirea ciudatelor „alungiri” ale lui Saturn și a și mai ciudatei lor dispariții. În 1615 Galileo a pregătit un manuscris intitulat Scrisoare Marii Ducese Christina care nu a fost tipărit decât după 1636. Această scrisoare era o versiune revizuită a Scrisorii către Castelli, care a fost denunțată de Inchiziție pentru că susținea copernicanismul ca adevărat și consistent cu Scriptura. În 1616, după ordinul Inchiziției de a nu mai susține sau apăra poziția copernicană, Galileo a scris Discurs despre fluxul și refluxul mării (Discorso sul flusso e il reflusso del mare) pe baza unui model copernican al Pământului, sub forma unei scrisori personale adresate Cardinalului Orsini. În 1619, Mario Guiducci, un elev al lui Galileo, a publicat un curs scris de Galileo sub titlul Discurs despre comete (Discorso Delle Comete), în care contrazicea interpretarea iezuită a cometelor.
În 1623, Galileo a publicat Il Saggiatore, în care a atacat teoriile bazate pe autoritatea lui Aristotel și a promovat experimentul și formularea matematică a ideilor științifice. Cartea a avut mare succes și a găsit suport la nivel înalt în rândurile Bisericii Catolice. În urma succesului acestei cărți, Galileo a publicat Dialog despre cele două sisteme principale ale lumii (Dialogo sopra i due massimi sistemi del mondo) în 1632. Deși a avut grijă să respecte instrucțiunile din 1616 ale Inchiziției, argumentele din carte în favoarea unei teorii copernicane și a unui model negeocentric al sistemului solar au dus la judecarea lui Galileo și la interdicția publicării lucrărilor sale. În ciuda interdicției, Galileo și-a publicat Discursurile și demonstrațiile matematice legate de două noi științe (Discorsi e Dimostrazioni Matematiche, intorno a due nuove scienze) în 1638 în Olanda, în afara jurisdicției Inchiziției.
- Mica balanță (1586)
- Despre mișcare (1590) [143]
- Mecanica (c1600)
- Mesagerul înstelat (1610; în latină Sidereus Nuncius)
- Scrisori despre petele solare (1613)
- Scrisoare către Marea Ducesă Christina (1615; publicată în 1636)
- Discurs desore fluxul și refluxul mărilor (1616; în italiană, Discorso del flusso e reflusso del mare)
- Discurs despre comete (1619; în italiană, Discorso Delle Comete)
- Il Saggiatore (1623)
- Dialog despre cele două sisteme principale ale lumii (1632; în italiană Dialogo dei due massimi sistemi del mondo)
- Discursuri și demonstrații matematice legate de două noi științe (1638; în italiană, Discorsi e Dimostrazioni Matematiche, intorno a due nuove scienze)

## Moștenirea
Descoperirile astronomice ale lui Galileo și cercetările sale asupra teoriei copernicane au lăsat o moștenire durabilă ce conține categorisirea celor patru sateliți ai lui Jupiter descoperiți de Galileo (Io, Europa, Ganymede și Callisto) denumiți lunile galileene. Alte proiecte, principii și noțiuni științifice sunt numite după Galileo, printre care nava spațială Galileo, prima navă care a intrat pe orbita lui Jupiter, sistemul de navigație prin satelit Galileo, transformarea între două sisteme inerțiale din mecanica clasică denumită transformare galileană și unitatea de măsură Gal, cunoscută uneori sub numele de Galileo și care este o unitate non-SI pentru accelerație.
În parte pentru că 2009 este al patrulea centenar al primei observații astronomice realizată de Galileo cu telescopul, Națiunile Unite l-au intitulat Anul Internațional al Astronomiei.
Dramaturgul german din secolul al XX-lea Bertolt Brecht a dramatizat biografia lui Galileo în piesa sa Viața lui Galileo (1943).  O adaptare cinematografică intitulată Galileo a fost lansată în 1975.
Galileo Galilei a fost ales ca principal motiv al unei monede de colecție de mare valoare: moneda comemorativă de 25 de euro a Anului Internațional al Astronomiei, bătută în 2009. Moneda aniversează 400 de ani de la inventarea telescopului lui Galileo. Pe față apare o porțiune a portretului lui Galileo și un telescop. Pe verso apare unul dintre primele sale desene ale suprafeței Lunii.